# Argyractis tristalis
Argyractis tristalis là một loài bướm đêm trong họ Crambidae.